# Église fortifiée de Târgu Mureș
 (février 2025).
L'église fortifiée (Vártemplom en hongrois) de Târgu Mureș, Marosvásárhely en hongrois, est une ancienne église de Transylvanie, en Roumanie. Consacrée en 1400, elle est la plus ancienne église de la ville. Elle prend place au sein de la citadelle.

## Histoire
L'église est bâtie par l'ordre franciscain à partir du XIVe siècle. Elle est n'est totalement achevée qu'en 1490. On distingue trois périodes principales de constructions :
- 1350-1370: construction d'une chapelle et d'un monastère,
- 1370-1400: construction du chœur de l'église
- 1400-1450: finalisation de l'église et de son clocher.

En ce qui concerne le style architectural, elle appartient à la fin du gothique, à la fois structurellement et esthétiquement. Au cours de la Réforme protestante, la population de la ville devient majoritairement réformée et l'église, jusqu'alors catholique romaine, devient protestante et sa croix, du sculpteur Veit Stoss, est retirée.
L'aspect actuel de l'intérieur de l'église est le résultat de nombreux changements à travers les siècles. Le plafond, légèrement incurvé et renforcé par quatre paires d'arcs doubles et décoré de stuc, est rénové en 1790 par Anton Türk, l'un des plus célèbres architectes transylvains de la période baroque. L'église était à l'origine décoré par de nombreuses fresques, attestées par plusieurs traces. Celles-ci ont presque complètement disparu du fait de sa transformation en temple réformé en 1557, la Réforme n'admettant ni peinture, ni statue ni fresque au sein de ses édifices. On doit au facteur d'orgue Johannes Prause un orgue baroque de 1789 et une table de communion de 1841 à György Bertúk.
L'église est incendiée en 1602 par les troupes de Basta, général impérial et maître de la Transylvanie de 1601 à 1604. Sous Georges II Rákóczi, le plafond de la nef, des fenêtres, des peintures sur verre et l'orgue sont détruits en 1658 lors d'une offensive turc. Il faut attendre plusieurs années et des dons de Mihály Teleki pour restaurer l'édifice (1685-1693).

### Événements
Entre ses murs ont été tenues 37 assemblées parlementaires. Y assistèrent, entre autres, le roi Louis Ier de Hongrie, le régent Jean Hunyadi et le roi Jean II de Hongrie.
Le premier Conseil œcuménique universel de la Réforme hongroise s'y tint le 1er novembre 1559.
Le 6 janvier 1571, Jean II de Hongrie y proclama la liberté religieuse, confirmation de la Diète Torda.
Y fut élu le 8 avril 1707 François II Rákóczi.

### Galerie

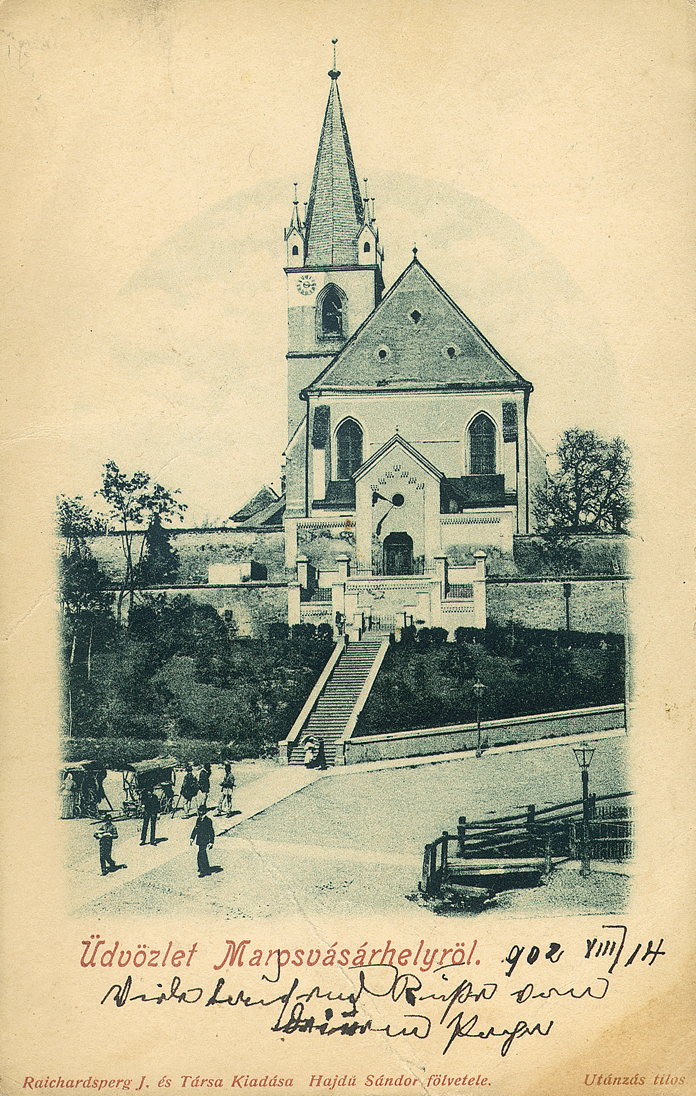
Carte postale de 1902
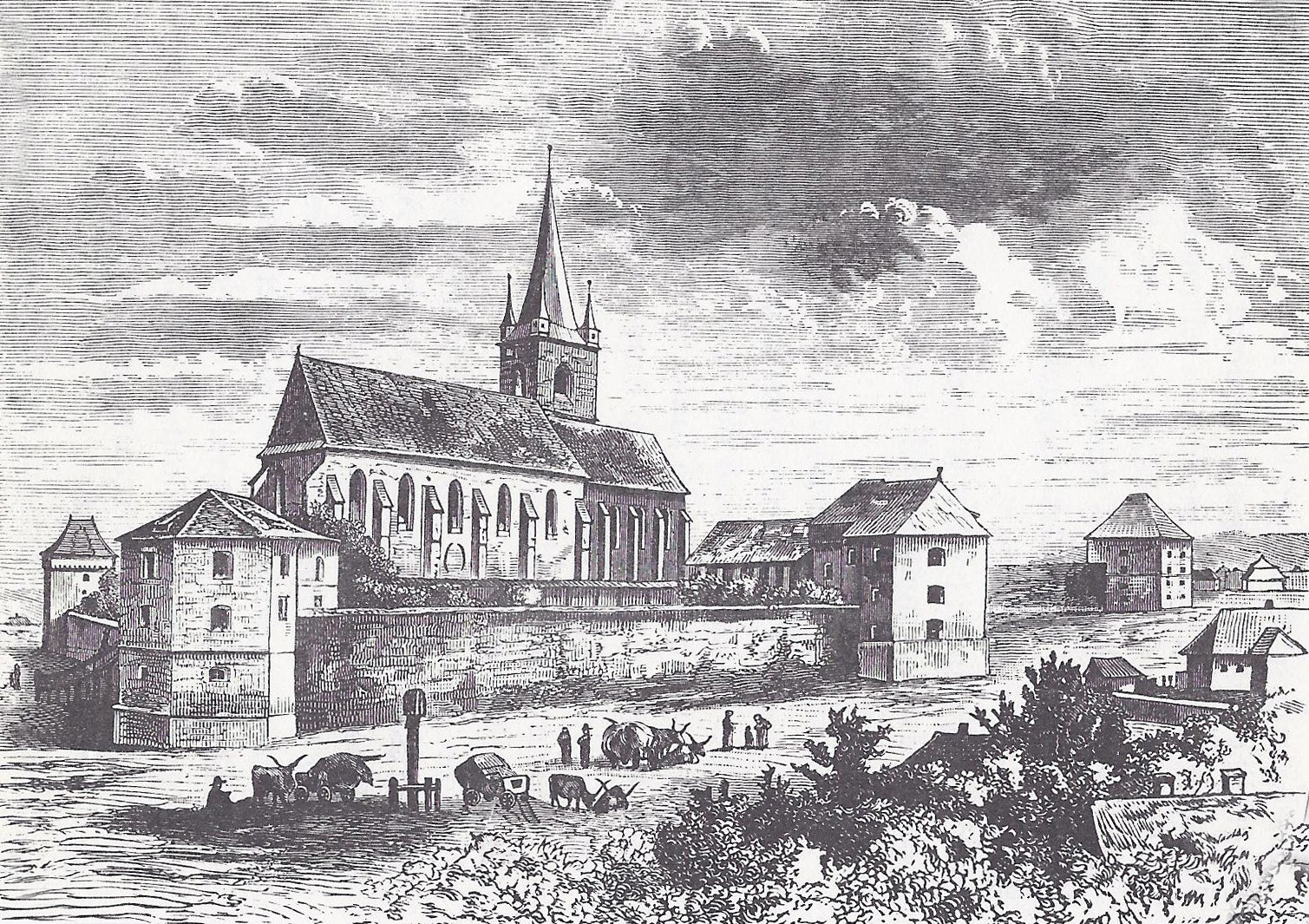
Gravure de 1860
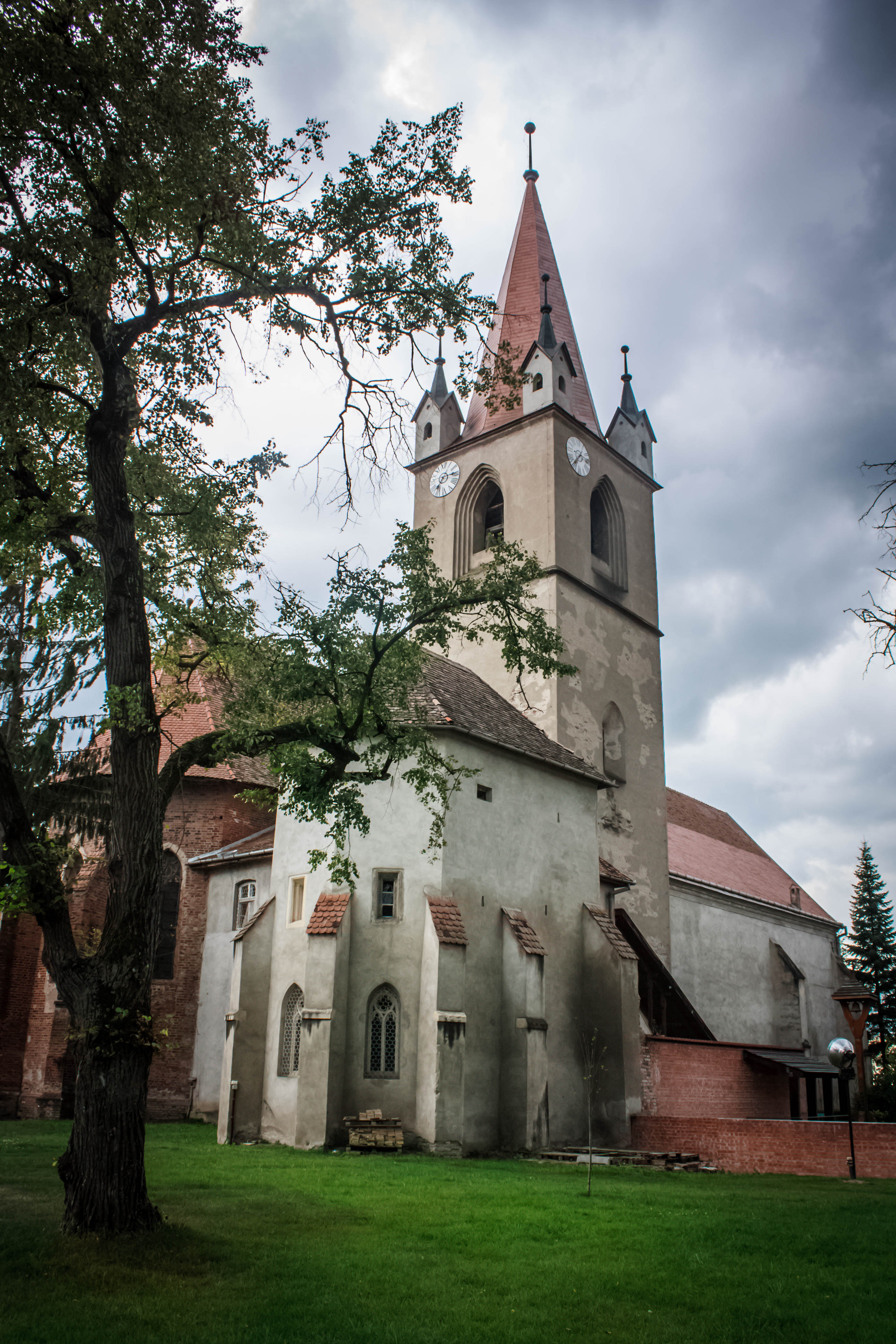
[Quoi ?]
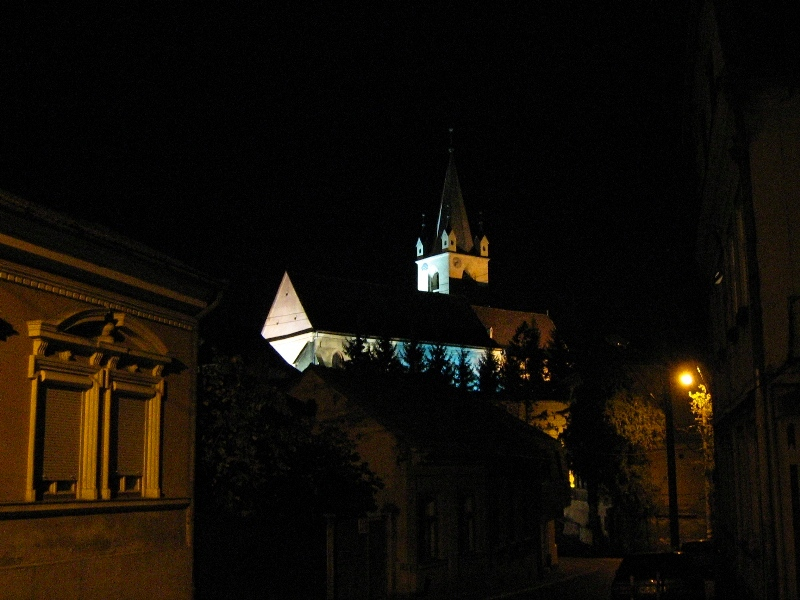
[Quoi ?]